# Boeing CH-47 Chinook
CH-47 Chinook là máy bay trực thăng vận tải hạng nặng đa năng 2 động cơ cánh quạt do Boeing Integrated Defense Systems thiết kế và chế tạo dùng để chuyển quân,vũ khí hạng nặng hỗ trợ đường không cho chiến trường.

## Lịch sử
CH-47 Chinook được thiết kế vào năm 1962. Chinook vốn là tên một bộ lạc da đỏ ở Tây Bắc Thái Bình Dương. Đến tháng 2 năm 1966, 161 chiếc Chinook đã được chế tạo và bàn giao cho Quân đội Hoa Kỳ.
Năm 1965, Sư đoàn Kỵ binh Bay số 1 của Hoa Kỳ sang Việt Nam tham chiến đã biên chế 1 tiểu đoàn máy bay Chinook. Một trong những nhiệm vụ quan trọng của Chinook trong Chiến tranh Việt Nam là vận chuyển pháo lên các điểm cao và đảm bảo cung cấp đạn dược cho các khẩu pháo này.
Trong chiến tranh Iraq, có tới khoảng 163 chiếc Chinook đã được sử dụng.

## Vũ khí
- Tổ lái: 4 người
- Tốc độ tối đa: 315 km/h
- Chiều dài: 15,5m
- Sải cánh: 18,3m
- Trọng tải: 24.000 lb (10.886 kg)
- Tầm bay: gần 500 km

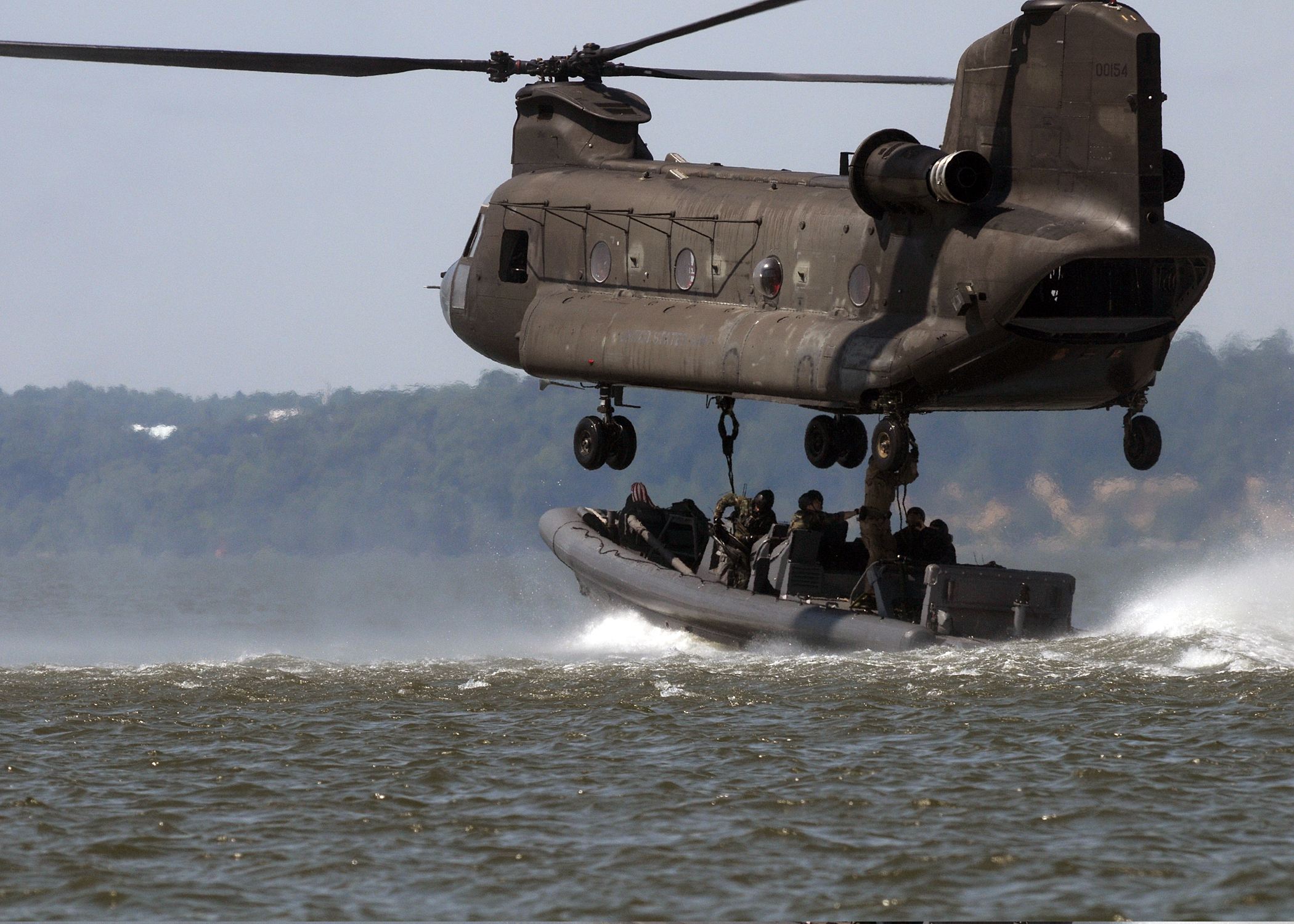
CH-47 Chinook chuẩn bị vận chuyển xuồng và lính hải quân đặc nhiệm.

- Vũ trang: 2 khẩu súng sáu nòng xoay M134 và 1 súng máy M60
- Trang bị: Camera hồng ngoại, radar cực nhạy và có khả năng tiếp nhiên liệu trên không

## Các phiên bản

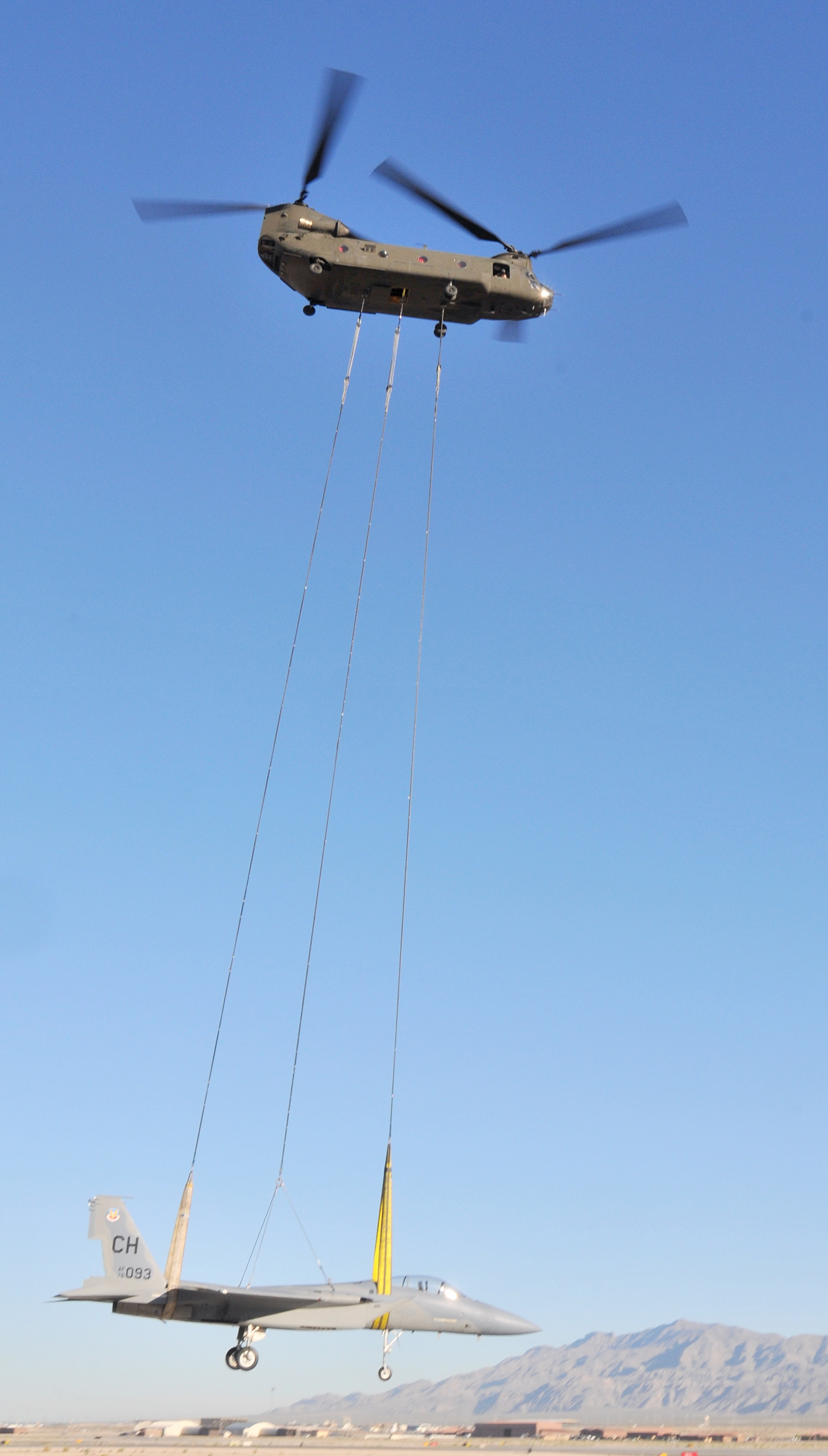
CH-47 Chinook đang vận chuyển một chiếc F-15.

Cho đến nay đã có nhiều phiên bản CH-47 Chinook được chế tạo. Chủ yếu là:
1. CH-47A
2. ACH-47A
3. CH-47B
4. CH-47Chinook
5. CH-47D
6. MH-47D
7. MH-47E
8. CH-47F
9. MH-47G
10. HH-47

Ngoài ra còn có một số phiên bản xuất sang Nhật Bản, Canada.
Các phiên bản phục vụ dân sự gồm:
1. Model 234LR (Long Range)
2. Model 234ER (Extended Range)
3. Model MLR (Multi Purpose Long Range)
4. Model 234UT (Utility Transport)
5. Model 414

### Các nước sử dụng
- Hoa Kỳ
- Nhật Bản
- Hàn Quốc
- Singapore Singapore sẽ loại biên trực thăng CH-47D

Singapore sẽ loại biên trực thăng hạng nặng Chinook CH-47D, thay vào đó là liên tiếp nhận về phiên bản nâng cấp CH-47F.
- Indonesia